# Sven Krauss
Sven Krauss est un coureur cycliste allemand né le 6 janvier 1983 à Herrenberg. Il a été professionnel entre 2004 et 2008 dans la formation Gerolsteiner. Sans équipe fin 2008 il décide de retourner chez les amateurs. En 2010, il remporte trois victoires chez les professionnels sur des courses où il est invité. Il est actuellement directeur sportif de l'équipe MLP Bergstrasse.

## Palmarès sur route

### Par années
- 1998
  - 2e du championnat d'Allemagne sur route U17
- 1999
  -  Champion d'Allemagne sur route U17
  -  Médaillé d'or de la course en ligne au Festival olympique de la jeunesse européenne
- 2001
  - Course de la Paix juniors
- 2003
  - 6e étape du Tour de Thuringe
  - Erzgebirgsrundfahrt
- 2005
  - 5e étape du Regio-Tour
  - Eindhoven Team Time Trial
- 2007
  - 2e du Tour de la Hainleite
  - 3e du Tour de Nuremberg
- 2008
  - 2e de Veenendaal-Veenendaal
- 2010
  - 2e étape de la Cinturón a Mallorca
  - Tour de Düren
  - 3e étape du Tour de Haute-Autriche
  - 3e de la Cinturón a Mallorca

### Résultats sur les grands tours

#### Tour de France
2 participations 
- 2007 : 137e
- 2008 : 143e

#### Tour d'Italie
4 participations 
- 2005 : 132e
- 2006 : 97e
- 2007 : 135e
- 2008 : 131e

### Classements mondiaux
| Année              | 2007 | 2008 | 2009 | 2010 |
| ------------------ | ---- | ---- | ---- | ---- |
| Classement ProTour | 230e |      |      |      |
| UCI Europe Tour    |      |      |      | 168e |

## Palmarès sur piste
- 2001
  -  Médaillé de bronze de la poursuite aux championnats du monde juniors
- 2003
  - 3e du championnat d'Allemagne de poursuite par équipes
- 2010
  - 3e du championnat d'Allemagne de poursuite